# Relations entre l'Algérie et l'Azerbaïdjan
Les relations entre l'Algérie et l'Azerbaïdjan sont les relations extérieures entre la république d'Azerbaïdjan et la République algérienne démocratique et populaire.

## Histoire
Les relations diplomatiques entre les deux pays ont été établies en 1994. Un groupe de travail sur les relations interparlementaires entre l'Azerbaïdjan et l'Algérie fonctionne à l'Assemblée nationale d'Azerbaïdjan. Le chef du groupe de travail est Mahir Abbaszadé.